# Verordening Overbrenging Afvalstoffen
De Europese Verordening Overbrenging Afvalstoffen, afgekort EVOA, nr. 1013/2006/EG, regelt de grensoverschrijdende overbrenging van afvalstoffen. Deze Europese verordening kwam tot stand in uitvoering van de wereldwijd geldende Conventie van Bazel en afspraken binnen de Organisatie voor Economische Samenwerking en Ontwikkeling (OESO).
In de zin van de Ladder van Lansink maakt de OESO (en ook de verordening) onderscheid tussen stoffen bestemd voor nuttige toepassing en stoffen bestemd voor verwijdering. 
De afvalstoffen bestemd voor nuttige toepassing worden ingedeeld in een groene en een oranje lijst, de zogenaamde Q-lijsten.
De groene lijst bevat een twee-letterige code beginnend met G (green); de oranjelijst bevat een code beginnend met A (amber). Deze laatste bevat stoffen met een verhoogd risico voor het milieu en die moeilijker te recycleren zijn. 
Voor grensoverschrijdend vervoer is een toelating vereist voor alle afvalstoffen bestemd voor verwijdering, voor die van de oranje lijst en voor alle niet-genoemde voor nuttige toepassing.
Afvalstoffen van de groene lijst moeten bij vervoer vergezeld gaan van een document zoals vermeld in artikel 18 van de Verordening. 
Voor de invoer in de EU en de uitvoer uit de EU gelden er andere regels.

## Opmerking
Apart van de hierboven genoemde lijsten, die (enkel) dienstig zijn bij grensoverschrijdend vervoer, bestaat er nog de Europese Afvalstoffenlijst (EURAL). Deze lijst heeft tot doel binnen de EU de terminologie voor materialen en voorwerpen te harmoniseren. Het is een lijst in 20 hoofdstukken, genummerd dan 01 tot 20. In die lijst is het gevaarlijk afval aangeduid met een asterisk (*) (ter vervanging van de vroegere lijst met H-codes).
Nog apart dáárvan bestaan er (onderling van elkaar verschillende) lijsten voor gevaarlijke stoffen, o.a.:
- de (internationale) lijst van gevarenklassen in GHS
- de  (oudere) ADR-gevarenklassen en -labels